# Jenny Gal
Jennifer Eva Carolina Gal, detta Jenny (Uccle, 2 novembre 1969), è un'ex judoka olandese naturalizzata italiana.

## Biografia
Nata a Uccle, in Belgio, nel 1969, da madre statunitense e padre ungherese, è sorella di Jessica Gal, judoka anche lei, partecipante a 3 Olimpiadi, da Barcellona 1992 a Sydney 2000.
Ha ottenuto i primi risultati internazionali a 19 anni, nel 1988, arrivando terza nei 56 kg agli Europei di Pamplona, bissando il 3º posto nella stessa categoria l'anno successivo a Helsinki.
A 22 anni ha partecipato ai Giochi olimpici di Barcellona 1992, i primi con le gare di judo anche al femminile, nei 61 kg, chiudendo al 13º posto.
Nel 1995 ha ottenuto due medaglie importanti, entrambe nei 61 kg: prima un oro europeo a Birmingham, poi un argento mondiale a Chiba, dove ha chiuso dietro soltanto alla sudcoreana Jung Sung-sook.
L'anno successivo ha ottenuto il terzo bronzo agli Europei, nei 61 kg, a L'Aia, e ha poi preso parte di nuovo alle Olimpiadi, quelle di Atlanta 1996, nella gara dei 61 kg, uscendo in semifinale contro la giapponese Yūko Emoto, poi oro, ma riuscendo ad imporsi nella gara per uno dei due bronzi con la turca İlknur Kobaş.
Nel 1997 si è sposata con il collega judoka italiano Giorgio Vismara, partecipante a Barcellona 1992, acquisendo l'anno successivo la cittadinanza.
Con i colori azzurri ha vinto un argento agli Europei di Bratislava 1999, nei 63 kg, sconfitta soltanto in finale dalla belga Gella Vandecaveye.
L'anno successivo ha partecipato per la terza volta, la prima con l'Italia, ai Giochi, quelli di Sydney 2000, nei 63 kg, uscendo in semifinale contro la cinese Li Shufang, poi argento, e perdendo anche la finale per una delle due medaglie di bronzo, con la sudcoreana Jung Sung-sook.
Dopo il ritiro è diventata allenatrice, guidando tra l'altro la nazionale svizzera.

## Palmarès

### Per i Paesi Bassi

#### Giochi olimpici
- 1 medaglia:
  - 1 bronzo (61 kg ad Atlanta 1996)

#### Campionati mondiali
- 1 medaglia:
  - 1 argento (61 kg a Chiba 1995)

#### Campionati europei
- 4 medaglie:
  - 1 oro (61 kg a Birmingham 1995)
  - 3 bronzi (56 kg a Pamplona 1988, 56 kg a Helsinki 1989, 61 kg a L'Aia 1996)

### Per l'Italia

#### Campionati europei
- 1 medaglia:
  - 1 argento (63 kg a Bratislava 1999)